# Иван Пукев
Иван (Ванче) Митрев Пукев, наричан Катеринов е български революционер, селски войвода на Вътрешната македонска революционна организация в Светиврачко. 

## Биография
Роден е в светиврачкото село Рожен. Влиза в редиците на ВМРО и става селски войвода на Рожен. Полицейски сведения за Иван Пукев в архивите от периода 1933-1942 година, баща: Митре Петров, майка: Гина Иванова, 55 г., роден в с. Рожен, Светиврачко, живущ в с. Рожен, Светиврачко, българин, изт. православен, съпруга Тодора, 10 деца от тях 6 живи, неграмотен, господар земледелец, ръст 170 см, коси черни, кафяви очи, правилен нос, обикновена уста, цвят черен, няма телесни недостатъци.
По време на съдебния процес във връзка с така наречената Неврокопска акция на ВМРО е разпитан Цветко Петров Комитов, роден и живущ в с. Рожен, 52-годишен, българин, православен, грамотен, женен, неосъждан, земледелец, той свидетелства пред полицейски дознател следното: „През 1923 г. на бях на панаира в Роженския манастир. След полунощ се готвех да си лягам и тогава чух отвън викове. Излезнах и видях нашия войвода Иван Пукев и Тома Марков. Наточих вино и ги поканих с чаша вино на двора, в това време дойдоха Стоян Ангов и Динчо Балкански, облечени в четнически униформи и казаха, че в името на Организацията Томата е арестуван. Поведоха го с Иван Пукев нагоре по дерето, къде го закараха не зная. На тръгване ми казаха нищо да не казвам, защото главата ще ми хвръкне. Това ми каза Динчо Балкански. След като се разотидоха хората от панаира, дойдоха хора от Долна Сушица и разбрах, че Томата е убит. Кой го е убил не съм видял. Кой го е закопал не зная. По това време беше и Георги Хазнатарски в селото, на моето вършило“.  Разпитан е и Стоян Ангов – Брадата, роден и живущ в с. Горна Сушица, 68-годишен, българин, православен, неграмотен, женен, неосъждан, който казва следното: „През 1923 год. на Роженския манастир дойде войводата Динчо Балкански (който е убит) и каза:
Имало заповед от Алеко Василев - Пашата да убием Тома Марков от село Долна Сушица, слезнахме долу в селото Рожен и го намерихме в двора на ръководителя Петър Цветков, закарахме го нагоре по дерето аз, Динчо Балкански и местния войвода Иван Пукев. Това беше към полунощ, те вървяха по-напред а аз отзад, Динчо Балкански стреля два пъти с пищола и го уби, Иван Пукев се обади и каза: „За малко и мене да убиеш“, оставихме го там и се върнахме на събора.“
След Деветнадесетомайския преврат в 1934 година Иван Пукев е интерниран в град Пловдив заради активното му участие в дейността на ВМРО в Светиврачко и живее в пловдивския хотел „Аспарух“. На 23 юли 1934 година Пукев е привлечен като обвиняем по следствено дело №22/1934 година във връзка с Неврокопската акция на ВМРО от 1922 година. Убит е на 3 срещу 4 октомври 1944 година на гръцка територия край Латрово, Демирхисарско от български комунисти – дейци на БКП от Мелнишко. Местността е наречена от гърците Скотомени, преведено на български е Заклани. Жертвите са били изкормвани с кесари (полусърп), оставени да се мъчат и не са били погребвани. Свидетели от местното население са виждали няколко дни след това хора с черва в ръцете, как агонизират.